# Yūsaku Tanioku
Yūsaku Tanioku (jap. 谷奥 優作, Tanioku Yūsaku; * 18. Oktober 1978 in der Präfektur Mie) ist ein ehemaliger japanischer Fußballspieler.

## Karriere
Tanioku erlernte das Fußballspielen in der Schulmannschaft der Nabari Nishi High School. Seinen ersten Vertrag unterschrieb er 1997 bei den Ventforet Kofu. Der Verein spielte in der zweithöchsten Liga des Landes, der Japan Football League. Für den Verein absolvierte er 95 Spiele. 2003 wechselte er zum Drittligisten Otsuka Pharmaceutical (heute: Tokushima Vortis). 2004 wurde er mit dem Verein Meister der Japan Football League und stieg in die J2 League auf. Für den Verein absolvierte er 63 Spiele. 2006 wechselte er zum Drittligisten Sagawa Express Osaka (Sagawa Shiga FC). Für den Verein absolvierte er 35 Spiele. Ende 2009 beendete er seine Karriere als Fußballspieler.